# Коробов, Сергей Александрович
Сергей Александрович Коробов (род. 31 октября 1958 года в городе Пензе, РСФСР, СССР) — российский политический деятель, депутат Государственной Думы ФС РФ первого созыва (1993—1995).

## Биография
С 1976 по 1978 год проходил срочную военную службу в Советской армии. С 1979 по 1986 год работал на заводе «Молот» в городе Петровске Саратовской области рабочим. Получил высшее образование по специальности «история» в Саратовском государственном университете.
С 1986 по 1988 год работал в средней школе № 5 города Петровска преподавателем. С 1988 по 1990 год работал в Пензенском краеведческом музее старшим научным сотрудником, заведующим отделом истории советского общества. Получил специальность «экономика и управление, менеджмент» в Российской Академии управления.
С 1990 по 1993 год работал помощником народного депутата. С 1992 года член Либерально-демократической партии России, руководитель Пензенского областного отделения ЛДПР, в 1993 году избран членом ЦИК ЛДПР.
В 1993 году избран депутатом Государственной думы Федерального Собрания Российской Федерации первого созыва. В Государственной думе был членом комитета по вопросам геополитики, входил во фракцию ЛДПР.